# Douglas BTD Destroyer
Douglas BTD Destroyer là một kiểu máy bay ném bom/ngư lôi được phát triển cho Hải quân Hoa Kỳ trong Chiến tranh thế giới thứ hai. Đây là chiếc máy bay đầu tiên của Hải quân có bộ càng đáp ba bánh.

## Thiết kế và phát triển
Chiếc BTD được thiết kế như là một kiểu thay thế cho chiếc máy bay ném bom bổ nhào SBD Dauntless. Thiết kế hai chỗ ngồi ban đầu được thay đổi sau đó thành phiên bản máy bay ném ngư lôi/máy bay ném bom bổ nhào một chỗ ngồi. Chiếc nguyên mẫu bay chuyến bay đầu tiên vào ngày 8 tháng 4 năm 1943, và Hải quân đã đặt hàng 358 chiếc BTD-1.

## Lịch sử hoạt động
Chiếc BTD-1 sản xuất hàng loạt đầu tiên được hoàn thành vào tháng 6 năm 1944. Cho đến khi Nhật Bản đầu hàng vào tháng 8 năm 1945, chỉ có 28 chiếc máy bay được giao hàng và không có chiếc nào tham gia chiến đấu. Số đặt hàng còn lại bị hủy bỏ do kết thúc chiến tranh.

## Các phiên bản
BTD-1
Phiên bản sản xuất đầu tiên. Có 28 chiếc được chế tạo.
XBTD-2
Hai chiếc nguyên mẫu sử dụng động lực phối hợp động cơ piston và phản lực, trong đó động cơ turbo phản lực Westinghouse WE-19XA bổ sung thêm lực đẩy 1.500 lbf (6,7 kN) nhưng không đủ để nâng cao tính năng bay một cách thỏa đáng. Nó bay chuyến bay đầu tiên vào tháng 5 năm 1945.

## Các nước sử dụng
United States
- Hải quân Hoa Kỳ

## Đặc điểm kỹ thuật (BTD-1)
Tham khảo: Dave's Warbirds

### Đặc tính chung
- Đội bay: 01 người
- Chiều dài: 11,76 m (38 ft 7 in)
- Sải cánh: 13,72 m (45 ft 0 in)
- Chiều cao: 4,14 m (13 ft 7 in)
- Trọng lượng không tải: 5.244 kg (11.561 lb)
- Trọng lượng cất cánh tối đa: 8.618 kg (19.000 lb)
- Động cơ: 1 x động cơ Wright R-3350-14 Cyclone 18 bố trí hình tròn làm mát bằng không khí, công suất 2.300 mã lực (1.715 kW)

### Đặc tính bay
- Tốc độ lớn nhất: 538 km/h (290 knot, 334 mph) ở 4.900 m (16.100 ft)
- Trần bay: 7.195 m (23.600 ft)

### Vũ khí
- 2 x pháo 20 mm
- cho đến 1.450 kg (3.200 lb) bom trong khoang bom hay một ngư lôi

## Nội dung liên quan

### Máy bay tương tự
- Blackburn Firebrand
- BTM Mauler
- Curtiss XSB3C

### Trình tự thiết kế
- Trình tự Hải quân BT (trước năm 1962): BTD - BT2D - BTM

### Danh sách liên quan
- Danh sách máy bay chiến đấu
- Danh sách máy bay quân sự Hoa Kỳ